# Współczynnik (gry fabularne)
Współczynniki (czasem nazywane także statystykami lub charakterystykami) – w grach fabularnych dane, opisujące rozmaite aspekty postaci (lub innych istot ze świata gry). Są one najczęściej podawane w formie liczbowej lub (rzadziej) w postaci puli kości. Zapisuje się je na karcie postaci.
Niektóre typy współczynników mogą oprócz wartości liczbowych być wyrażane także za pomocą dodatkowych opisów słownych zwanych specjalizacją lub aspektem (ang. specialisation, aspect). Mówią one, w jaki sposób postać zdobyła określoną wartość danego współczynnika, lub opisują w jaki konkretny sposób postać może dany współczynnik wykorzystać (przykład to Specialisations w systemie Ars Magica).
Większość gier dzieli charakterystyki na kilka kategorii. Liczba owych kategorii wraz z liczbą konkretnych współczynników w każdej z nich różni się bardzo w zależności od systemu. Najczęściej pojawiające się typy statystyk to:
- Cechy to współczynniki posiadane przez postać od urodzenia, zdobyte w sposób naturalny. Wszystkie istoty są charakteryzowane za pomocą tych samych cech.
- Zalety i wady to użyteczne lub przeszkadzające statystyki. Nie wszystkie postacie je posiadają.
- Moce reprezentują unikatowe lub specjalne możliwości posiadane przez bohatera. Mówiąc językiem mechaniki – zapewniają one postaci pewną przewagę lub umożliwiają używanie rzadkich umiejętności.
- Umiejętności reprezentują współczynniki wyuczone przez bohatera w danej dziedzinie.
- Wiedza postaci to rzecz podobna do Umiejętności, najczęściej obejmuje ona jednak znacznie szerszą (i nie tak ściśle skategoryzowaną zarazem) dziedzinę, dowolnie wybraną przez gracza.

Warto zaznaczyć, iż nie istnieje standardowa nomenklatura dla współczynników – różne systemy określają je w różny sposób. Przykładowo, często o całości charakterystyk mówi się jako o cechach postaci.
Wiele gier używa współczynników zależnych, których wartości (jak sama nazwa wskazuje) zależą od innych współczynników, zwanych w takim wypadku głównymi lub podstawowymi. Także punkty doświadczenia, poziom doświadczenia, charakter, profesja czy nawet rasa postaci mogą być uważane za swego rodzaju statystyki.

## Typy

### Cechy
Cecha opisuje pewną własność postaci, którą zdobyła ona w sposób naturalny; wrodzony. Zestaw identycznych cech opisuje wszystkie postacie występujące w grze. Cechy nazywa się także czasami atrybutami.
Większość gier fabularnych używa cech by opisywać zdolności fizyczne i umysłowe bohaterów np. ich siłę lub mądrość. Wiele systemów zawiera także cechy społeczne jak na przykład charyzmę lub wygląd. Często cechy wpływają na posiadane przez bohatera umiejętności lub inne testy np. poprzez dodanie modyfikatorów do rzutu lub zwiększenie puli kości, którymi zostanie wykonany rzut. W konsekwencji im wyższa jest wartość danej cechy, tym lepiej. Przedział w jakim znajduje się wartość danej cechy może być mały (jak 1-5), gdy przykładowo zależy od niej liczba kości w puli lub duży (jak 1-100) gdy na przykład dodaje ona pewien modyfikator do wyniku rzutu kością k100.
Niektóre systemy posiadają tylko kilka „szerokich” cech (np. Fizyczne, Umysłowe), natomiast inne mają ich znacznie więcej i są one znacznie „węższe”. W większości systemów liczba cech waha się od 4 do 10.
Większość gier próbuje sprawić, by każda z cech była tak samo użyteczna dla postaci. Dlatego też niektóre atrybuty mogą być ze sobą łączone (np. Charyzma i Siła Woli mogą stać się Osobowością), rozdzielane na kilka innych (np. Mądrość może podzielić się na Inteligencję i Roztropność) lub też całkowicie ignorowane (np. Charyzma w przygodach typu hack and slash). W większości gier mała część atrybutów kontroluje znacznie większą liczbę innych współczynników, jak na przykład Klasę Pancerza lub liczbę punktów magii.
W procesie tworzenia postaci cechy są najczęściej losowane (poprzez rzuty kośćmi) lub ustala się ich wartości poprzez wydawanie na nie punktów postaci. W niektórych grach, jak na przykład World of Warcraft, atrybuty zależą od rasy i klasy postaci. Ponieważ reprezentują one typowe, wrodzone zdolności, a nie te wyuczone (które są reprezentowane przez umiejętności) w dużej części gier nie mogą one zmieniać swojej wartości w trakcie sesji. W innych jednak gracze mogą zwiększać ich wartości poprzez wydawanie punktów doświadczenia zdobytych w czasie rozgrywki, lub jako część procesu przechodzenia na wyższy poziom doświadczenia.

### Zalety i wady
Zaleta to fizyczne, społeczne lub umysłowe „udoskonalenie” postaci. Z drugiej strony, wada bohatera ma efekt całkowicie przeciwny. Zalety są czasem nazywane także cnotami, przewagami itp., wady zaś mogą występować na przykład jako przywary lub skazy.
Wiele gier zachęca (lub nawet zmusza) graczy, by wybierali oni dla swych postaci wady, by zrównoważyć ich zalety lub inne „pozytywne” współczynniki. Zalety i wady często są bezpośrednio połączone (np. poprzez dodawanie odpowiednich modyfikatorów do konkretnych cech lub umiejętności) z tym, jak dana postać powinna być odgrywana przez gracza (np. zaleta „zimna krew” posiadana przez bohatera oznacza, iż powinien on bardzo rzadko „tracić głowę”, nawet w trudnych lub niebezpiecznych sytuacjach – ułatwi to jego postaci dodatni modyfikator do cechy „siła woli”, który daje mu ta zaleta).
System zalet i wad jest często krytykowany jako umożliwiający graczom tworzenie zbyt potężnych (w stosunku do innych) postaci. Gracz może bowiem wybrać wady, które będą miały mały wpływ na rozgrywkę (np. „strach przed wodą”, gdy kampania będzie rozgrywać się na pustyni), a za zdobyte w ten sposób punkty postaci zwiększyć wartość ważnych cech lub umiejętności.

### Moce
Moc to unikatowa lub bardzo specjalna zdolność, którą posiada postać. W zależności od konwencji danego systemu może to być np. umiejętność rozmowy ze zwierzętami, możliwość używania magii lub też widzenie przez ściany.
W wielu grach moce występują na zasadzie „masz (ją) albo nie masz” w odróżnieniu od cech i umiejętności, które mają wartości liczbowe. Głównym wyjątkiem od tej reguły są gry fabularne opowiadające o superbohaterach, w których moce są traktowane jako szczególny rodzaj umiejętności.

### Umiejętności
Umiejętność reprezentuje wyuczoną wiedzę i zdolności danej postaci. Umiejętności nazywa się także czasami zdolnościami, talentami itp.
W trakcie tworzenia postaci, umiejętności posiadane przez postać gracza są najczęściej wybierane z długiej listy. Bohater może mieć określoną liczbę umiejętności na starcie, bądź też wykupić je za punkty postaci. W odróżnieniu od cech, bardzo mała liczba systemów nie pozwala graczom na zwiększanie wartości umiejętności w trakcie trwania gry. Ponieważ niektóre umiejętności mogą być bardziej przydatne od innych, różne umiejętności mają najczęściej różny koszt, gdy gracz chce je dla swojej postaci wykupić (np. za punkty doświadczenia).
Wpływ umiejętności na szanse postaci w jakimś działaniu jest najczęściej taki, iż dodaje ona pewien modyfikator do odpowiedniej cechy. W niektórych grach (jak na przykład GURPS) każda umiejętność ma swoją podstawową cechę z którą jest związana i do której dodaje modyfikatory; w innych (np. Ars Magica) umiejętność może być dodana do różnych atrybutów w zależności od sposobu w jaki jest używana. W jeszcze innych (Feng Shui) dodaje się bazowy atrybut do każdej umiejętności w trakcie tworzenia postaci; później umiejętności są traktowane niezależnie od cech – testuje się umiejętności zamiast cech. Większość gier przewiduje ujemne modyfikatory (kary) za próbę użycia umiejętności na której postać się nie zna; starsze edycje gry Shadowrun posiadały skomplikowaną sieć kar za używanie umiejętności podobnej do wymaganej (np. próbę otwarcia elektronicznego zamka za pomocą umiejętności Komputery, a nie Elektronika).

### Wiedza
Wiedza reprezentuje doświadczenie posiadane przez postać w jakiejś szerokiej dziedzinie.
Wiedzę rzadziej wybiera się z jakiejś uprzednio przygotowanej listy; zwykle to sam gracz wymyśla to, na czy ma się znać jego bohater. Przykładowo, grający w squasha profesor historii znający się na dobrych winach może posiadać wiedzę: „Historia”, „Squash” i „Enologia”. W bardziej sformalizowanych mechanikach, pojedyncza wiedza może zawierać w sobie kilka różnych umiejętności, jedną lub więcej zalet i cech lub też ich przeróżne kombinacje.

### Współczynniki zależne
Wiele gier używa współczynników zależnych: są to statystyki, których wartości zależą od wartości innych, tzw. „podstawowych” współczynników. Najczęściej reprezentują one pojedynczą zdolność danego bohatera jak na przykład to, jaki ciężar potrafi on podnieść (udźwig) lub szybkość z jaką może się ów bohater poruszać. Czasami są to same wartości bez jednostek, często jednak używa się prawdziwych jednostek miary (jak kilogramy lub metry na sekundę). Współczynniki zależne są często używane w czasie walki (np. punkty życia, Klasa Pancerza, inicjatywa). Czasami podstawowe i zależne współczynniki nazywa się kolejno głównymi i pobocznymi.
W grach, które używają współczynników zależnych są one najczęściej modyfikowane przez rasę i klasę postaci. Dodatkowo, mogą występować różne metody (jak na przykład magia) by owe statystyki chwilowo zmienić.

## Zależności pomiędzy współczynnikami
Większość gier zakłada pewne zależności pomiędzy występującymi w nich współczynnikami (oraz całymi kategoriami współczynników). Najpopularniejsze to:
WymaganiaTylko, jeśli współczynnik A ma wartość co najmniej x, to współczynnik B może przekroczyć wartość y. (Gdzie y jest często zerem.)
Przykładowo, by postać mogła wybrać pewną profesję, musi ona mieć cechy na odpowiednim poziomie; by rzucić jakieś zaklęcie bohater musi osiągnąć odpowiedni poziom magicznego talentu. Nauka pewnych dziwacznych umiejętności często wymaga znajomości innych umiejętności na poziomie „eksperta” lub posiadania pewnych zalet. Na przykład w GURPS Martial Arts używanie „kinowych” zdolności walki wymaga specjalnej zalety Trenowany przez Mistrza (ang. Trained by a Master).
LimityJeśli współczynnik A ma wartość co najmniej x, to współczynnik B nie może przekroczyć wartości y.
Jest to przeciwieństwo wymagań. Przykładowo bohaterowie należący do pewnych ras nie mogą wybierać pewnych profesji lub też pewna wada (np. Słabowity) może ograniczać inne współczynniki (Budowa lub Zdrowie w tym wypadku) do pewnej wartości (np. nie więcej niż średnio).
BonusJeśli współczynnik A ma wartość x, to współczynnik B zwiększa się o wartość y.
Wyższe wartości cech najczęściej dają bonusy do pewnych umiejętności.
WyliczaneJeśli współczynniki A i B mają kolejno wartości x i y, to wartość współczynnika C jest wartością funkcji x i y.
Współczynniki zależne (lub poboczne) są dokładniej opisane w innym miejscu.